# Curculio (Plaute)
Pour les articles homonymes, voir Curculio.
Curculio (en latin : Curculio, parfois traduit par Le Charançon ou Le Parasite) est une pièce de théâtre comique en cinq actes de Plaute, daté vers -193.

## Argument
Phédrome est amoureux de Planésie, une courtisane, mais il n'est pas assez riche pour l'acheter. Il envoie son esclave Charançon (qui est donc le servus calidus, l'esclave rusé et démiurge de la pièce) en Carie pour chercher de l’argent. Celui-ci revient en disant qu'il n'a pas obtenu l'argent nécessaire, mais en ayant cependant une idée : il a rencontré un soldat. Or ce soldat est justement à la recherche d'un banquier à qui il a confié son argent. Il voulait retirer cet argent pour acheter une courtisane dont il est amoureux et qui se nomme... Planésie.  
Charançon a compris qu'il y avait un coup à jouer. Il s'est donc invité à manger chez le soldat à qui il a proposé de jouer aux dés. Pendant la soirée, Charançon a rempli soigneusement le verre du soldat qui a fini par tomber de sommeil, alors Charaçon lui a subtilisé son anneau, qui porte le sceau du soldat. C'est ainsi que Charançon revient voir son maître Phédrome en lui proposant d'écrire une lettre demandant le remboursement de la somme d'argent, de la sceller avec la marque du sceau du soldat, puis d'aller la porter au banquier, un nommé Lycon. Charançon aborde donc le banquier en se présentant comme le serviteur du Soldat, le banquier, qui ne voit pas la supercherie l'accompagne chez le léno, le tenancier de lupanar, c'est-à-dire l'entremetteur de la jeune fille.  
Après quelques réticences et quelques railleries de Charançon, le léno  accepte de vendre la jeune fille, en acceptant de rendre la somme payée au cas où quelqu'un viendrait déclarer qu'elle est en réalité libre, et non esclave : évidemment, c'est Phédrome, et non le militaire qui achète ainsi la courtisane. Lorsqu'il vient réclamer son argent à son banquier, le militaire est justement bien étonné d'apprendre que la somme a déjà été rendue. Entre-temps, Planésie, la courtisane, reconnait le sceau que porte Charançon : c'est celui de sa famille et en rencontrant le militaire, ils comprennent qu'ils sont frère et sœur, car elle a été enlevée étant encore enfant. Il la donne donc en mariage à Phédrome. La dernière scène montre le militaire en train de molester le léno pour récupérer son argent, puisque la jeune fille est désormais reconnue libre. 